# كميل سعد
كميل سعد (مواليد 19 آب 2004) هو لاعب كرة قدم عراقي يلعب في مركز حراسة المرمى لعب لمنتخب العراق تحت 23 و لعب لنادي نفط البصرة يلعب حاليًا مع نادي ليغانيس الاسباني الفريق الرديف.